# Aspilota kalinovka
Aspilota kalinovka är en stekelart som beskrevs av Sergey A. Belokobylskij 2007. Aspilota kalinovka ingår i släktet Aspilota och familjen bracksteklar. Inga underarter finns listade.